# Судак (река, впадает в Сямозеро)
Судак — река в России, протекает по территории Вешкельского сельского поселения Суоярвского района Карелии. Длина реки — 18 км, площадь водосборного бассейна — 160 км².
Река берёт начало из озера Палват (в которое втекает река Уляеги) на высоте 121,1 м над уровнем моря.
Течёт преимущественно в южном направлении по заболоченной местности.
Кроме расположенного на реке озера Тигилампи в бассейн реки также входят озёра: Кивиярви, Верандукское, Онга-Мукса, Пелдо и др..
Река в общей сложности имеет два притока суммарной длиной 3,0 км.
Впадает в озеро Сямозеро на высоте 106,7 м над уровнем моря.
Населённые пункты на реке отсутствуют.
Код объекта в государственном водном реестре — 01040100112102000014486.

## Фотографии
|  |  |